# Henning Hauth
Henning Hauth (født 24. august 1931 på Nørrebro i København, død 27. februar 2012) var en dansk sportsjournalist og en af Danmarks mest alsidige idrætsmænd gennem tiderne. Han vandt fire danske mesterskaber i tre idrætsgrene samme år og var på landsholdet i både og bordtennis og cricket.

## Idrætsmeriter
Hauth voksede op på Vesterbro i København. Han præsterede som 20-årig i 1952 at vinde fire danske mesterskaber i tre idrætsgrene: I fodbold og cricket med AB, i holdturneringen i bordtennis med Københavns Bordtennis Klub samt i herredouble med Christian Juhl. 

### Fodbold
Hauth var med til at vinde DM i 1952 og kvalificerede sig til pokalfinalen med AB i 1956.

### Bordtennis
Hauth vandt 15 danske mesterskaber i bordtennis. Det blev til 10 holdmesterskaber med Københavns Bordtennis Klub, tre mesterskaber i herredouble og to i mixed double med hustruen Birthe. Familien Hauth har sammenlagt 33 danske mesterskaber; Henning Hauths (15 DM-titler), hustru Birthe (6 DM-titler), sønnen Lars (10 DM-titler) og datteren Dorte (7 DM-titler). De har alle været på bordtennislandsholdet, dertil kommer flere nordiske mesterskaber.

### Cricket
Hauth var med på det første cricketlandshold i 1954, der spillede mod det stærke engelske universitetshold Oxford i Hjørring.

### Tennis
I tennis spillede Hauth i flere år i landets bedste række (1. division) som første single for Kløvermarkens Tennis Klub og vandt også flere danske veteranmesterskaber i både single og double for Hørsholm/Rungsted Tennisklub.

## Sekretær i Dansk Boldspil Union
Hauth tog en handelsuddannelse og efter endt soldatertid fik han et kontorjob som sekretær i Dansk Boldspil Union. 16. juli 1960 var han med på den katastrofale rejse, hvor DBU havde lejet tre fly for at flyve spillere og ledere til Herning for at spille en OL-forberedelseskamp. Et af flyene var i stykker, så Hauth og fire andre ledere blev sendt med taxi til Jylland. Et af de to resterende fly styrtede ned og otte danske fodboldspillere omkom.

## Karrieren som sportsjournalist
Hauth startede som sportsjournalist på B.T. i 1961 og kom 1965 til Berlingske Tidende hvor han var redaktionssekretær frem til 1978. Gik derefter til og Danmarks Radio hvor han en periode var fungerende sportschef på DR Sporten. På DR stod han i mange år for søndagssport på P3, frem til sin pensionering i slutningen af 1990'erne. 
I 1970 fik han prisen som Årets Sportsjournalist.
Hauth har været pressechef ved tennisturneringen Copenhagen Open og ved flere store bordtennisbegivenheder som Europa TOP 12 i KB-Hallen 1993 og senere Danish Open i Farum. Han var redaktør af Bordtennisbladet i adskillige år.